# فضيحة الاعتداء الجنسي الكاثوليكية في أيرلندا

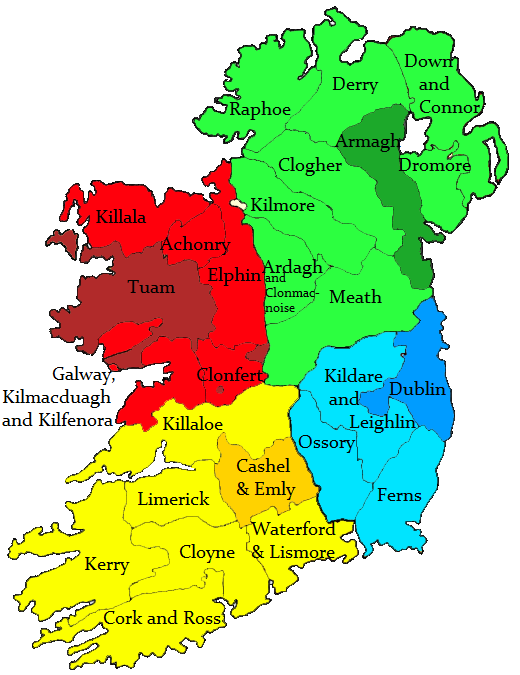
أسماء الأبرشيات الكاثوليكية في أيرلندا

فضيحة الاعتداء الجنسي الكاثوليكية في أيرلندا
فضيحة الاعتداء الجنسي الكاثوليكية في أيرلندا وتعد فصلا كبيرا ومهما من فضائح الاعتداءات الجنسية والتي طالت الكاثوليكية التي حدثت في أنحاء كثيرة من العالم وتمت بواسطة رهبان أو قساوسة. وخلافا لفضيحة الاعتداء الجنسي الكاثوليكية في الولايات المتحدة، الفضيحة في أيرلندا شملت مستويات عالية جدا من رجال الدين الكاثوليك شاركوا في علاقات جنسية غير مشروعة وعلى نطاق واسع، فضلا عن الإيذاء البدني للأطفال في الكنيسة الكاثوليكية وشبكات رعاية الأطفال المدارة من قبل الكنيسة.
ابتداء من فترة التسعينات من القرن الماضي، حدثت سلسلة من القضايا الجنائية وتحقيقات الحكومة الأيرلندية اثبتت أن المئات من الكهنة قد اعتدوا على الآلاف من الأطفال على مر العقود السابقة. وفي كثير من الحالات، تم نقل الكهنة المسيئين إلى أبرشيات أخرى لتجنب الإحراج، أو الفضيحة التي ممكن أن تسببها هكذا امور في الكنيسة، وقد تمت عملية النقل بمساعدة من كبار رجال الدين. بحلول عام 2010 نشر العديد من التقارير القضائية المتعمقة بهذا الموضوع ولكن مع عدد قليل نسبيا من الملاحقات القضائية.
في آذار/ مارس 2010، كتب البابا بنديكتوس السادس عشر رسالة رعوية للاعتذار لجميع الانتهاكات التي قام بها رجال الدين الكاثوليك.